# Soparnik
Soparnik (plural: soparnici) é um tipo de torta, geralmente salgada, recheada com acelga. Outros nomes dados ao prato são soparnjak, zeljanik e uljenjak. É a mais famosa especialidade da região da República de Poljica, na área central da Dalmácia. 
É um prato simples, feito de duas camadas finas de massa recheadas com acelga temperada com cebola e salsa. Dentre as inúmeras variações locais há versões doces, recheadas com castanhas, frutas secas ou caramelo.

## História
É dito que o soparnik se originou no período Otomano, entre os séculos XV e XIX. Na região da Dalmácia, acredita-se que o prato é um protótipo da pizza, que os romanos teriam levado até a Itália; no entanto, a história não é confirmada como verdadeira. O prato foi historicamente usado como alimento básico para as populações mais pobres, e também comido durante a quaresma. Hoje em dia, o soparnik é vendido em mercados, restaurantes e festivais. 
Há, desde meados da década de 2000, um festival dedicado exclusivamente ao alimento em Dugi Rat, um município no condado de Split-Dalmácia, no sul croata. Soparnik foi declarado patrimônio cultural imaterial da Croácia pelo Ministério da Cultura.

## Preparação
Para fazer o recheio, a acelga é cortada em finas fatias, misturada com cebolas picadas e salsa. Os vegetais são temperados com sal e azeite de oliva. Alho-poró também pode ser utilizado na receita.
A massa do soparnik é muito simples e feita apenas com farinha, óleo (comumente azeite) e água. Para a montagem, uma camada fina da massa é disposta em uma forma untada com farinha pura, tipicamente em formato circular. O recheio deve ser espalhado sobre a massa de forma que deixe espaço nas margens para que as camadas de massa possam ser fechadas depois.
Após a disposição da acelga, ela deve ser coberta com outra camada de massa da mesma grossura. O soparnik é então selado e levado ao forno por aproximadamente vinte minutos. Depois de assado, uma mistura de azeite de oliva com alho amassado é despejada na superfície do prato.